# Нефтепровод Баку — Супса
Нефтепровод Баку — Супса (также известный как WREP — Western Route Export Pipeline) — трубопровод для транспортировки каспийской нефти от терминала Сангачал близ Баку на Каспии до грузинского порта Супса, расположенного на берегу Чёрного моря.

## История

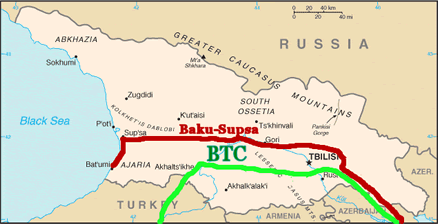
Карта нефтепроводов Баку — Супса и Баку — Тбилиси — Джейхан на территории Грузии

Нефтепровод «Баку — Супса» был построен для транспортировки сырой нефти с морского месторождения Чираг в рамках контракта на разработку месторождений Азери — Чираг — Гюнешли согласно соглашению о распределении продукции между Государственной нефтяной компанией Азербайджана и группой иностранных компаний. Оператором проекта выступил British Petroleum. Договор подписан 20 сентября 1994 года.
Одной из причин образования союза постсоветских государств ГУАМ (Грузии, Украины, Азербайджана и Молдовы) была попытка обойти российскую монополию на транспортировку каспийской нефти. 8 марта 1996 Президент Азербайджана Гейдар Алиев и Президент Грузии Эдуард Шеварднадзе в Тбилиси пришли к соглашению о прокладке нефтепровода «Баку — Супса». В трехстороннем договоре, подписанном компаниями Amoco, SOCAR и правительством Грузии, предусматривалась транспортировка азербайджанской нефти, полученной с месторождений «Азери», «Чираг» и «Гюнешли».
Официальное открытие нефтепровода состоялось 17 апреля 1999 года на нефтяном терминале Супса.
От терминала Супса нефть танкерами через Чёрное море поставлялась потребителям.
Одной из основных его особенностей, кроме того что трубопровод проложен в обход России, которая до этого была монополистом по транзиту азербайджанской нефти, является то, что азербайджанская нефть марки «Azeri Light» в чистом виде стала поступать на мировые рынки.
Кроме того, стоимость транспортировки нефти в Супсу была ниже, чем предлагаемая российскими компаниями цена прокачки по нефтепроводу «Баку — Новороссийск». В частности, на начало эксплуатации трубопровода она составляла 3,14 долларов США, а в новороссийском направлении — 15,67 долларов.

## Технические параметры
Протяженность нефтепровода составляет 837 км., в том числе 775 км. нового трубопровода диаметром 21 дюйм (530 мм) и 55 км. реабилитированного трубопровода. Пропускная способность трубопровода составляет более 7 млн. тонн нефти в год (145 тыс. баррелей в день).
Оператором трубопровода является компания British Petroleum.

## Транспортировка нефти
17 апреля 1999 года по нефтепроводу началась транспортировка нефти.
Объём прокачки по «Баку — Супса» первоначально составил 6 млн тонн. По нефтепроводу «Баку — Новороссийск» ежегодная перекачка составляла 2,5 млн тонн.
В ноябре 2006 года «Баку — Супса» приостановил прокачку нефти для ремонта и модернизации трубопровода, которые длились почти два года. 6 июня 2008 года нефтепровод возобновил работу.
1 августа 2008 года в ходе войны в Грузии из-за боёв в Южной Осетии (рядом с которой проходит нитка нефтепровода) в целях предосторожности работа нефтепровода была приостановлена. 14 августа транспортировка по нефтепроводу вновь была приостановлена на месяц.
Часть трубопровода (около 1.5 км) расположена на территории Ленингорского района Южной Осетии. После войны 2008 года этот участок трубопровода полностью перешёл под контроль осетинской стороны.
В 2016 году British Petroleum инвестировал 150 млн долл. в модернизацию нефтепровода и улучшение экологических стандартов.
На 30 ноября 2021 года отгружено 1 000 танкеров. С момента ввода в эксплуатацию трубопровода по ноябрь 2021 года по трубопроводу транспортировано 700 млн. баррелей нефти.
На ноябрь 2021 года по трубопроводу экспортировалось 100 000 баррелей нефти в сутки.
15 марта 2022 года перекачка нефти по трубопроводу была приостановлена. На май 2023 года транспортировка нефти по трубопроводу не осуществляется. Возобновление транспортировки не планируется.

## Источник
- Ernest Wiciszkiewicz. Energy Independence and Inter-state Relations in the Post-soviet Area // Geopolitics of Pipelines. — Warsaw : The Polish Institute of International Affairs. — P. 117—173. — ISBN 978-83-89607-58-4. (англ.)